# جيم غاريسون
إيرلينغ كاروذرز «جيم» غاريسون (بالإنجليزية: Earling Carothers "Jim" Garrison)‏ كان مدعي عام أبرشية أورلينز في ولاية لويزيانا الولايات المتحدة الأمريكية.

## روابط خارجية
- جيم غاريسون على موقع IMDb (الإنجليزية)
- جيم غاريسون على موقع قاعدة بيانات الأفلام السويدية (السويدية)
- جيم غاريسون على موقع إن إن دي بي (الإنجليزية)
- جيم غاريسون على موقع قاعدة بيانات الفيلم (الإنجليزية)